# 天坛东路
39°52′50″N 116°24′53″E / 39.88069°N 116.41470°E
天坛东路是位于北京市东城区南部的一条道路。

## 简介
天坛东路北起体育馆路，南到玉蜓桥。因地处天坛东侧而得名。旧时这里是龙须沟下游，地势低洼，积聚污水，蚊蝇滋生；南面则是荒地以及少量菜地。中华人民共和国成立后，北面修建了盖板河，将龙须沟由明沟改为暗沟；南面的护城河上新建一座桥，中间修筑一条8米宽的土路通往城外的蒲黄榆。1965年定名“天坛东路”。文化大革命中改称“曙光东路”。后恢复原名。1990 年代扩展崇文门外大街时，天坛东路变成拥有上下四车道、非机动车道、过街天桥的大街。天坛东路南端东侧先后兴建国际网球中心、中国棋院、中日围棋会馆。